# Andhra Pradesh
Andhra Pradesh (Telugu ఆంధ్ర ప్రదేశ్ IAST Āndhra Pradēś [ˈɑːndʰrʌ prʌˈdeːɕ]) ist ein indischer Bundesstaat mit einer Fläche von 160.205 km² und über 49 Millionen Einwohnern (Volkszählung 2011). Hauptstadt ist Amaravati, die sich mit Stand von 2019 noch im Aufbau befindet, aber bereits als solche im offiziellen Internet-Portal verzeichnet ist.
Der Name des Bundesstaates bedeutet im Sanskrit „Land der Andhra“, eines schon in vorchristlicher Zeit bekannten Volkes.
Andhra Pradesh entstand im unabhängigen Indien 1953 zunächst in Form des Bundesstaats Andhra. Dieser vereinigte sich 1956 im Rahmen des States Reorganisation Acts mit der Region Telangana zum neuen Bundesstaat Andhra Pradesh, dessen Grenzen entlang der Sprachgrenzen des Telugu gebildet wurden. Am 2. Juni 2014 wurde Telangana als eigener Bundesstaat von Andhra Pradesh abgetrennt. Damit verlor Andhra Pradesh jeweils rund 40 Prozent seiner Fläche und seiner Einwohner sowie auch die Hauptstadt Hyderabad, die nun für 10 Jahre als Hauptstadt für beide Bundesstaaten fungiert. Zur Unterscheidung von Andhra Pradesh vor 2014 ist für Andhra Pradesh ohne Telangana auch der Begriff Seemandhra in Gebrauch, der zusammengesetzt ist aus den Namen der beiden Regionen des verbliebenen Bundesstaates: Seema für Rayalaseema und Andhra für die Andhraküste.

## Geografie

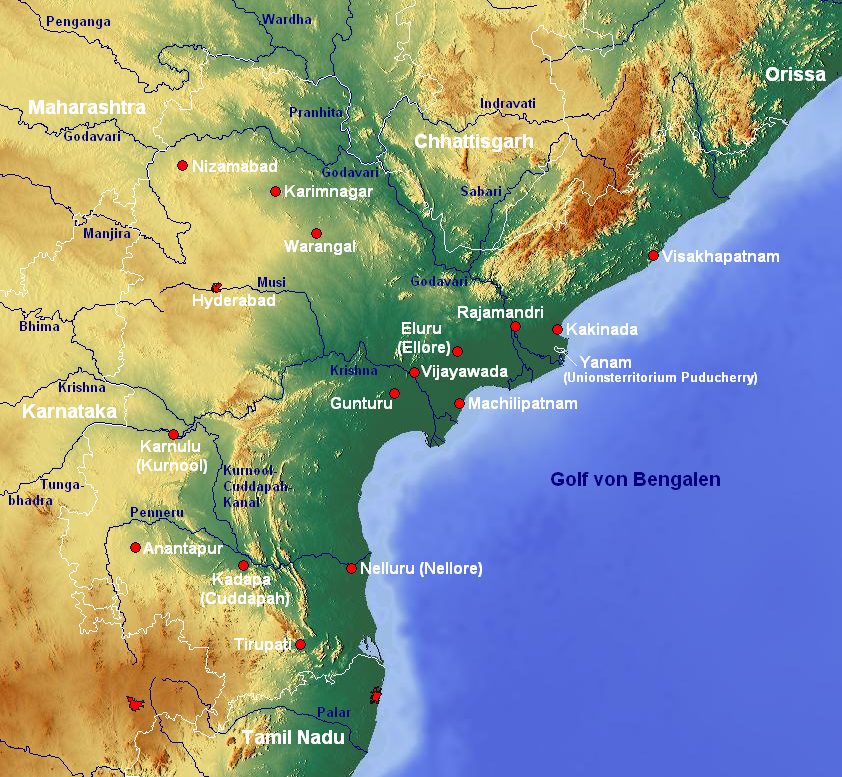
Topografische Karte Andhra Pradeshs

Andhra Pradesh grenzt an die Bundesstaaten Tamil Nadu im Süden, Karnataka im Westen, Telangana im Norden und Odisha im Nordosten, sowie im Osten an den Golf von Bengalen. Der zum Unionsterritorium Puducherry gehörende Ort Yanam liegt als Enklave nahe der Küste im Nordosten Andhra Pradeshs. Nach der Abspaltung Telanganas hat Andhra Pradesh eine Fläche von 160.205 Quadratkilometern und ist damit weniger als halb so groß wie Deutschland. Flächenmäßig ist Andhra Pradesh der siebtgrößte der 29 Bundesstaaten Indiens. Vor der Abspaltung Telanganas war Andhra Pradesh mit 275.045 Quadratkilometern Indiens viertgrößter Bundesstaat gewesen.

### Landschaftsgliederung

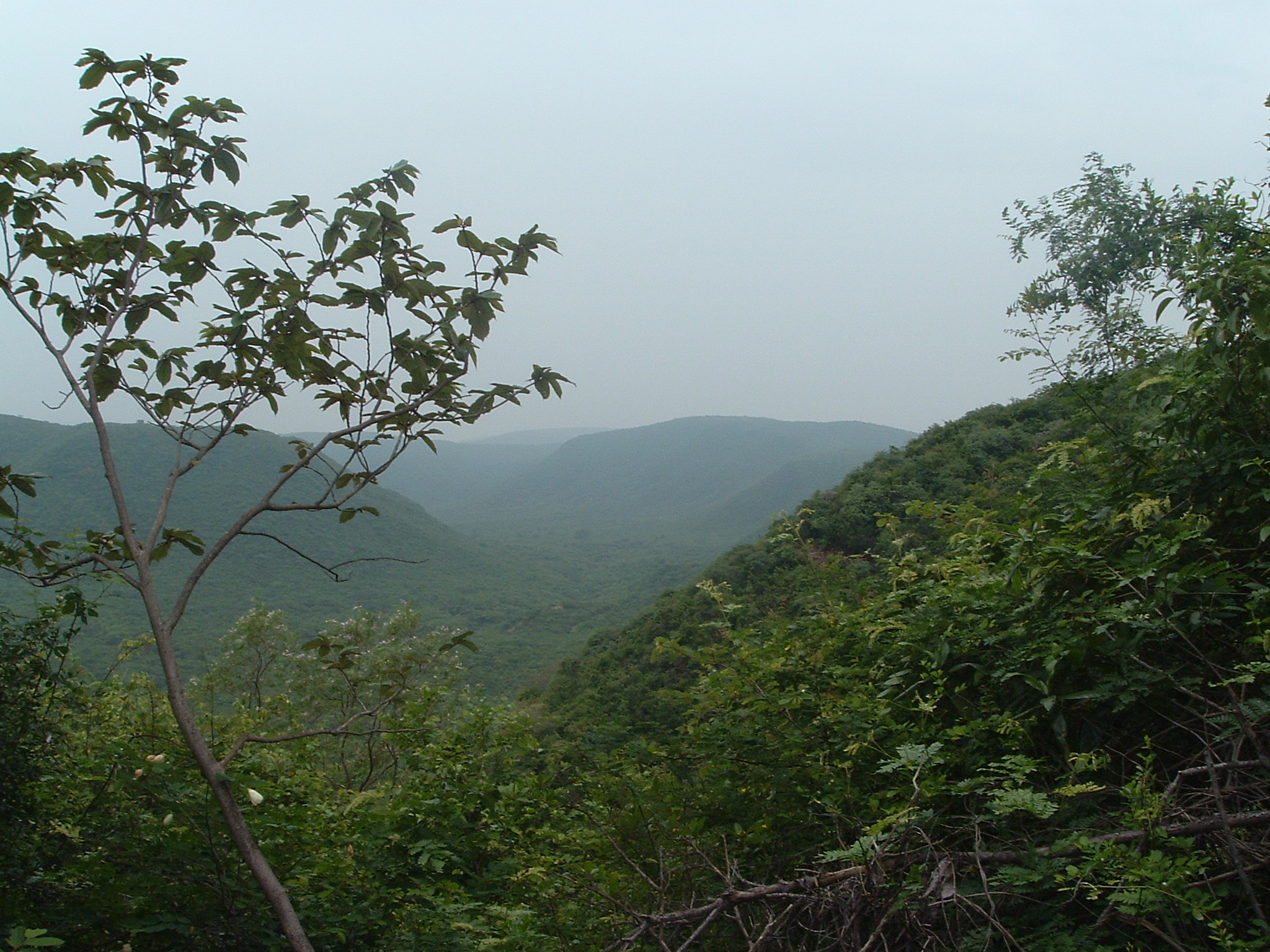
Bewaldete Berglandschaft in den nördlichen Ostghats (Naturschutzgebiet Kambalakonda nahe Visakhapatnam)

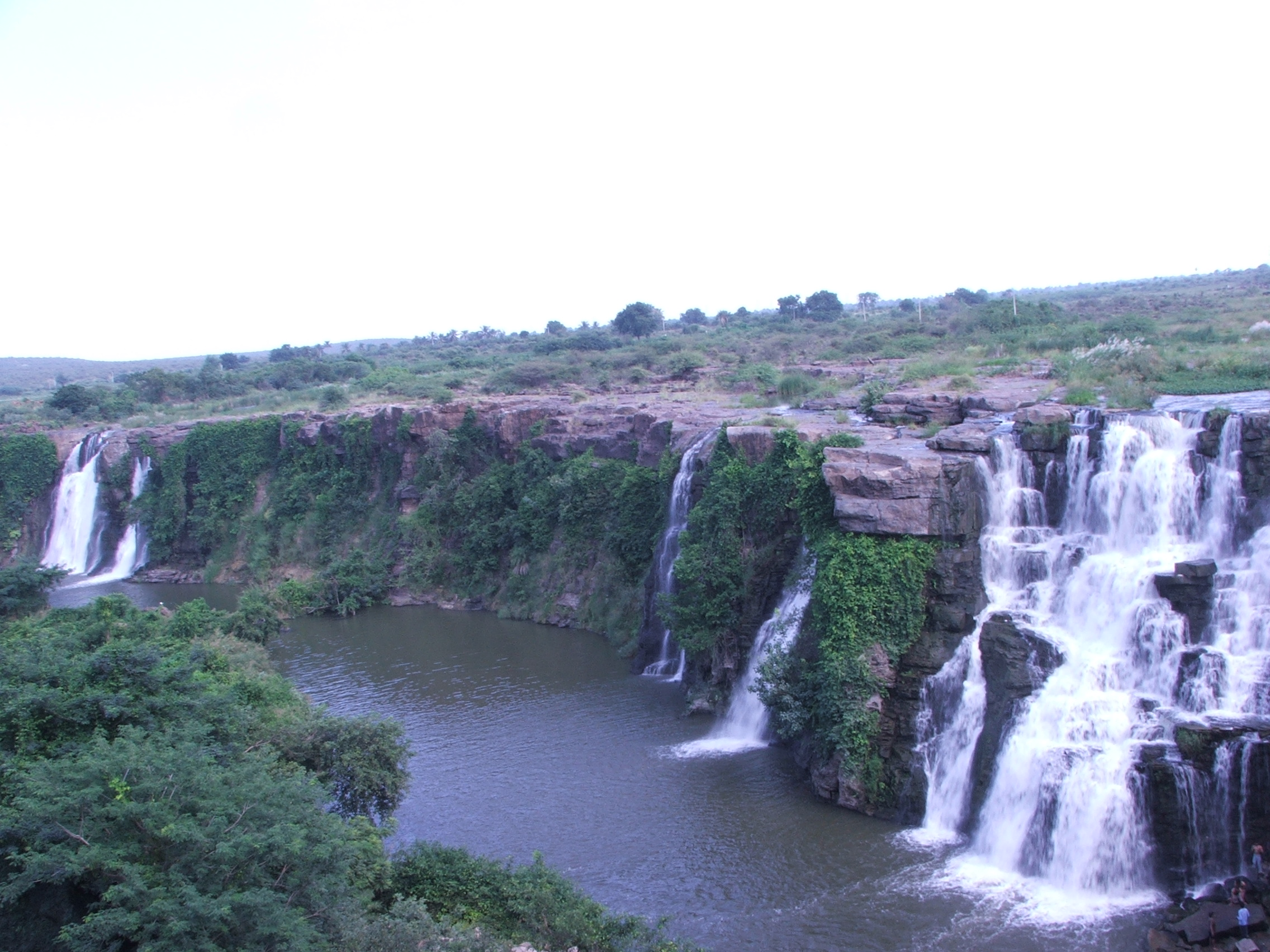
Die Ethipothala-Wasserfälle nahe der Nagarjuna-Sagar-Talsperre

Andhra Pradeshs Küste am Golf von Bengalen ist eine Ausgleichsküste mit zahlreichen, zum Teil bereits verlandeten Lagunen. Der südliche Abschnitt bis zur Mündung des Krishna wird der Koromandelküste zugerechnet. Dahinter liegt eine breite Küstenebene, die vom Gebirgszug der Ostghats begrenzt wird, welche im Westen und Nordwesten wiederum zum Hochland von Dekkan abfallen. Die drei größten Ströme Godavari, Krishna und Penneru schneiden sich tief ins Bergland ein und trennen die Ostghats damit in mehrere große Blöcke: die bis zu 1150 Meter hohen Palkonda- und Seshachalam-Berge südlich des Penneru, die knapp über 1000 Meter reichenden Nallamalai-Berge zwischen Penneru und Krishna sowie die sich nordöstlich des Godavari fortsetzende, steil zum Meer hin abfallende Hauptkette der Ostghats mit dem 1680 Meter hohen Devodi Munda, der höchsten Erhebung des Bundesstaates. Der Penneru teilt zudem die östlich der Nallamalai-Kette parallel verlaufenden Velikonda-Berge, die im Süden bis an die Grenze Tamil Nadus und im Norden fast bis zum Krishna reichen, in zwei jeweils mehr als 1000 Meter erreichende Höhenzüge. Westlich der Nallamalai-Berge schließt sich das tief gelegene, vom Penneru und einigen Nebenarmen durchflossene Kadapa-Becken an. Krishna und Godavari bilden breite Stromebenen, die weit ins Binnenland hineinreichen, und münden in stark gefächerten Deltas in den Golf von Bengalen. Das nordwestliche Hochland zwischen Krishna und Godavari ist unter dem Namen Telangana, die Südwestregion als Rayalasima bekannt.

### Klima
In Andhra Pradesh herrscht tropisches Klima. Allerdings gibt es beträchtliche regionale Unterschiede sowohl bei den Temperaturen als auch bei der Niederschlagsverteilung. Im Wesentlichen lassen sich zwei allgemeine Aussagen treffen. Zum einen ist es im Norden kühler und feuchter als in den südlichen Landesteilen, zum anderen weisen die Küstengebiete höhere Durchschnittstemperaturen und Niederschlagsmengen auf als das Binnenland.
An der Küste fällt das Thermometer selbst im Januar und Februar nur selten unter 18 Grad Celsius. Werte von bis zu 41 Grad werden nur in den heißesten Monaten April und Mai erreicht. Im Jahresmittel liegt die Temperatur um 27 Grad im Norden sowie um 29 Grad im Süden. Niederschläge fallen fast ausschließlich während des Südwestmonsuns von Juni bis September sowie während des Nordostmonsuns von Oktober bis Dezember, wobei die Intensität des ersteren von Norden nach Süden abnimmt und die des letzteren von Norden nach Süden zunimmt. Pro Jahr fallen je nach Ort zwischen 700 und 1500 mm Regen. Am niederschlagsreichsten ist der nördliche Küstenabschnitt mit über 1000 mm. Die Luftfeuchtigkeit ist ganzjährig hoch.
Im höher gelegenen Binnenland schwanken die Temperaturen spürbar stärker. Die Tiefstwerte im Winter liegen bei 13 Grad im nördlichen Telangana-Hochland bzw. 17 Grad in der Rayalasima-Region im Südwesten. Zumindest in Telangana sind vereinzelt sogar Temperaturen unter 10 Grad möglich. Im April und Mai kann das Thermometer auf 43 Grad steigen, in Extremjahren sind auch schon über 45 Grad gemessen worden. Die durchschnittlichen Jahrestemperaturen sind etwas niedriger als an der Küste. Telangana erhält nur durch den Südwestmonsun von Juni bis September ausreichend Niederschlag, insgesamt je nach Ort 750 bis 1000 mm. In Rayalasima regnet es zwar auch während des Nordostmonsuns von Oktober bis Dezember, dafür fallen die vorangehenden Sommermonsunregen wesentlich schwächer aus, sodass insgesamt nur 550 bis 800 mm erreicht werden. Die Luftfeuchtigkeit im Binnenland liegt bei 20 % bis 35 % in der trockensten Zeit des Jahres von Februar bis Mai. In der Regenzeit steigt sie auf 70 % bis über 80 %. Das trockene Klima des Binnenlandes begünstigt Dürren.

## Bevölkerung

### Demografie

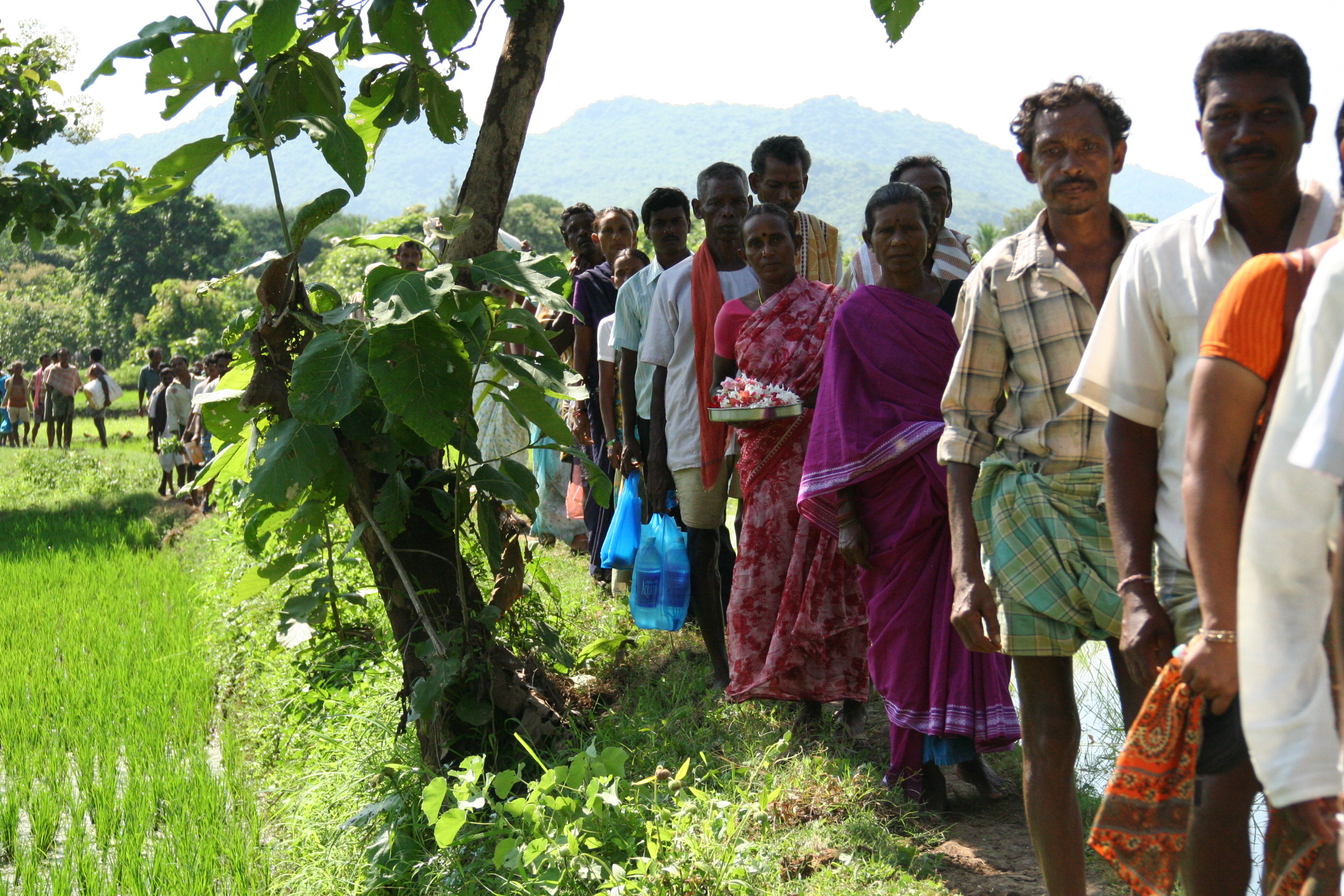
Bewohner eines Dorfes in Andhra Pradesh

Nach der indischen Volkszählung 2011 leben im Gebiet des heutigen Bundesstaates Andhra Pradesh (nach der Abspaltung Telanganas) 49,4 Millionen Menschen. Damit ist Andhra Pradesh der zehntgrößte unter den 29 Bundesstaaten Indiens. Vor der Abspaltung Telanganas war Andhra Pradesh mit 84,6 Millionen Einwohnern noch der fünftgrößte Bundesstaat gewesen.
Die Bevölkerungsdichte Andhra Pradeshs beträgt 308 Einwohner pro Quadratkilometer und liegt somit unter dem indischen Durchschnitt von 382 Einwohnern pro Quadratkilometer. Die Bevölkerung ist ungleich verteilt: Während die fruchtbaren Deltas des Godavari und Krishna eine Dichte von jeweils mehr als 500 Menschen je Quadratkilometer aufweisen, ist der trockene Südwesten eher dünn besiedelt. 30 Prozent der Einwohner Andhra Pradeshs leben in Städten. Der Urbanisierungsgrad entspricht damit dem Landesdurchschnitt von 31 Prozent. Das Geschlechterverhältnis ist unausgeglichen, entspricht aber dem Mittelwert Gesamtindiens: Auf 1000 Männer kommen in Andhra Pradesh 950 Frauen (Indien: 943).
Eine Minderheit der Bevölkerung Andhra Pradeshs stellen die Adivasi (Angehörige der indigenen Stammesbevölkerung) dar. 2,6 Millionen Einwohner des Bundesstaates (fünf Prozent der Bevölkerung) werden als Angehörige der Stammesbevölkerung (Scheduled Tribes) klassifiziert. Die größten Gruppen sind die Yanadi, Yerukula und Sugali, die im Südwesten Andhra Pradeshs siedeln. In den nördlichen Ostghats an der Grenze zu Odisha (Distrikte Visakhapatnam, Vizianagaram und Srikakulam) lebt eine Reihe weiterer Stammesvölker, darunter die Konda, Bagata, Jatapu, Savara und Kondh.

### Sprachen

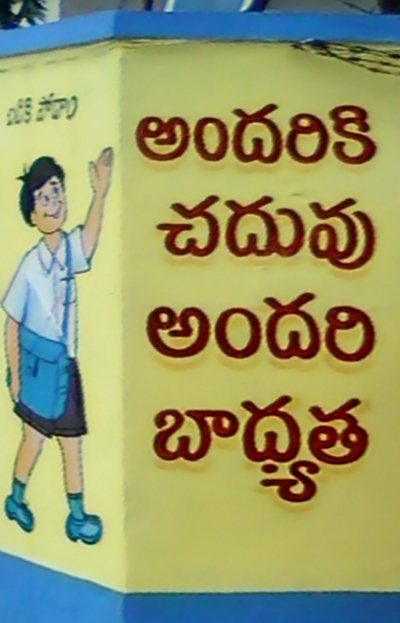
Eine Wandmalerei auf Telugu in Kakinada

Die Hauptsprache Andhra Pradeshs ist wie im benachbarten Telangana das Telugu. Das Telugu gehört zur Gruppe der in Südindien verbreiteten dravidischen Sprachen und wird in einer eigenen Schrift, der Telugu-Schrift geschrieben. Nach der Volkszählung 2011 wurde Telugu im Gebiet des damaligen Andhra Pradesh von 89 Prozent der Bevölkerung als Muttersprache gesprochen.
Der größte Teil der muslimischen Minderheit Andhra Pradeshs spricht als Muttersprache Urdu, meist in der regionalen Variante Dakhini. Das Urdu gehört zu den indoarischen Sprachen und ist eng mit dem Hindi verwandt. Es unterscheidet sich aber durch die Benutzung der persisch-arabischen Schrift und den größeren Anteil von Lehnwörtern aus dem Persischen und Arabischen. Die meisten Urdu-Sprecher in Andhra Pradesh sind zweisprachig mit Telugu. In Distrikten mit besonders hohem Sprecheranteil genießt Urdu den Status einer zweiten offiziellen Sprache. Entlang der Grenze zu Tamil Nadu, Karnataka und Odisha sind zudem die Sprachen der jeweiligen Nachbarbundesstaaten – Tamil, Kannada und Oriya – verbreitet.
Unter der Stammesbevölkerung im Nordosten Andhra Pradeshs sind eine Reihe kleinerer Sprachen verbreitet, die jeweils einige Zigtausend Muttersprachler haben. Hierzu gehören Savara in den Distrikten Srikakulam und Vizianagaram, Jatapu im Distrikt Vizianagaram, Konda im Distrikt Visakhapatnam und Koya im Distrikt West Godavari. Das Savara gehört zur Gruppe der Munda-Sprachen, die übrigen dieser Sprachen zur dravidischen Sprachfamilie.
Als alleinige Amtssprache Andhra Pradeshs dient das Telugu. Wie überall in Indien spielt das Englische eine wichtige Rolle als bedeutende Bildungs-, Wirtschafts- und Verwaltungssprache.
| Sprache  | Sprecher   | Anteil |
| -------- | ---------- | ------ |
| Telugu   | 44.141.145 | 89,4 % |
| Urdu     | 3.244.556  | 6,6 %  |
| Tamil    | 573.500    | 1,2 %  |
| Sonstige | 1.427.598  | 2,9 %  |
| Summe    | 49.386.799 | 100 %  |

### Religionen

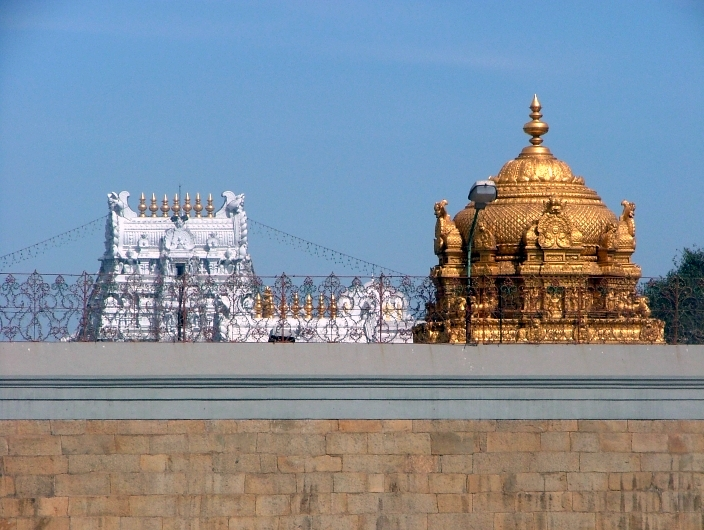
Der Hindutempel von Tirumala Tirupati ist das weltweit meistbesuchte Pilgerziel.

In Andhra Pradesh liegt der Bevölkerungsanteil der Hindus mit 91 Prozent deutlich über dem gesamtindischen Durchschnitt von 80 Prozent. Muslime stellen mit 7 Prozent die größte Minderheit. Der größte Teil der Muslime Andhra Pradeshs lebt in der Region Rayalaseema, während die Küstenregion stark hinduistisch geprägt ist. Rund anderthalb Prozent der Bevölkerung Andhra Pradeshs sind Christen. Trotz vereinzelter jesuitischer Missionierungsversuche im 18. Jahrhundert hat das Christentum erst im 19. Jahrhundert durch die vorwiegend protestantische, später auch katholische Missionstätigkeit in Andhra Pradesh Fuß fassen können, insbesondere unter den von der hinduistischen Gesellschaft ausgegrenzten Dalit und Adivasi.
| Religion    | Angehörige | Anteil |
| ----------- | ---------- | ------ |
| Hinduismus  | 44.875.698 | 90,9 % |
| Islam       | 3.617.713  | 7,3 %  |
| Christentum | 682.660    | 1,4 %  |
| Sonstige    | 210.728    | 0,4 %  |
| Summe       | 49.386.799 | 100 %  |

### Bildung
Andhra Pradeshs Alphabetisierungsrate liegt mit 67 % unter dem Landesdurchschnitt von 73 % (jeweils Volkszählung 2011). Trotz allgemeiner Schulpflicht ab sechs Jahren werden vor allem auf dem Land längst nicht alle Kinder tatsächlich eingeschult.
Erste Unterrichtssprache ist in der Regel die Amtssprache Telugu. Der Unterricht kann jedoch auch in einer der anderen anerkannten Nationalsprachen Indiens erteilt werden, sofern wenigstens 10 Schüler einer Klasse und mindestens 30 Schüler an der gesamten Schule die entsprechende Sprache zur Muttersprache haben. Englisch wird als Zweit- oder Drittsprache gelehrt. Die Sprachen der Adivasi-Bevölkerung sind dagegen nicht anerkannt, Adivasi-Kinder erhalten ihre Grundausbildung ausschließlich auf Telugu. An höheren Bildungseinrichtungen wird ein Großteil der Lehrveranstaltungen auf Englisch abgehalten.

### Größte Städte
Stand: Volkszählung 2011.
|                                             | Stadt         | Einwohner |    | Stadt             | Einwohner |
| ------------------------------------------- | ------------- | --------- | -- | ----------------- | --------- |
| 1                                           | Visakhapatnam | 1.730.320 | 6  | Rajamahendravaram | 343.903   |
| 2                                           | Vijayawada    | 1.048.240 | 7  | Kadapa            | 341.823   |
| 3                                           | Guntur        | 651.382   | 8  | Kakinada          | 312.255   |
| 4                                           | Nellore       | 505.258   | 9  | Tirupati          | 287.035   |
| 5                                           | Kurnool       | 424.920   | 10 | Anantapur         | 262.340   |
| Quelle: Census of India 2011. (PDF; 154 kB) |               |           |    |                   |           |

## Geschichte

### Frühgeschichte
Die Andhra finden erstmals in der Aitareya-Brahmana als einer der nicht-indoarischen Stämme Süd- und Zentralindiens Erwähnung. Aus der Zeit des Maurya-Reiches, das zwischen dem 4. und 2. Jahrhundert v. Chr. in Nordindien bestand, stammen weitere Hinweise auf die zwischen den Unterläufen von Godavari und Krishna lebenden Andhra. Eines der Edikte des Ashoka nennt die Andhra als Untergebene des großen Maurya-Herrschers Ashoka. Nach seinem Tod 233 v. Chr. begann der Niedergang der Maurya und damit der Aufstieg der Andhra.

### Shatavahana (3. Jahrhundert v. Chr. bis 3. Jahrhundert n. Chr.)
Im 3. Jahrhundert v. Chr. vereinigte Simuka die verschiedenen Andhra-Stämme in einem Reich und begründete die Dynastie der Shatavahana, die zu Beginn des 2. Jahrhunderts zur Großmacht aufstieg. Ihr Reich umfasste den nördlichen Dekkan zwischen Narmada und Godavari, einschließlich Telangana und der Nordküste des heutigen Andhra Pradesh. Hauptstadt war zunächst Dharanikota am Unterlauf des Krishna, später Pratishtana im heutigen Maharashtra. Der römische Gelehrte Plinius der Ältere beschrieb die „Andarae“ (Andhra bzw. Shatavahana) sogar als stärkste Macht Südindiens mit 30 befestigten Städten, 100.000 Fußsoldaten, 30.000 Reitern und 1000 Kriegselefanten.
Kriegerische Verwicklungen mit den Shaka ab dem späten 1. Jahrhundert n. Chr. führten zum Verlust der nordwestlichen Reichsteile, in deren Folge der Unterlauf des Godavari zum neuen Machtmittelpunkt wurde. Nach einem kurzen Wiedererstarken im 2. Jahrhundert zerbrach das Shatavahana-Reich im frühen 3. Jahrhundert allmählich in zahlreiche kleinere Feudalstaaten.
Trotz ihres vermutlich dravidischen Ursprunges übernahmen die Shatavahana die Sanskritkultur Nordindiens und führten ein Verwaltungswesen nach dem Vorbild der Maurya ein. Das Herrscherhaus folgte dem Hinduismus, gleichzeitig konnte sich aber auch der Buddhismus im Reich verbreiten und festigen.

### Regionalreiche (3. bis 7. Jahrhundert)
Aus dem zerfallenden Shatavahana-Reich ging im 3. Jahrhundert die Vakataka-Dynastie im nördlichen Dekkan als stärkste Nachfolgemacht hervor. Sie kontrollierte unter anderem das Telangana-Hochland. Der Südindien-Feldzug des Gupta-Herrschers Samudragupta (reg. etwa 335 bis 375) brachte die Vakataka in ein Abhängigkeitsverhältnis zum Norden Indiens, verstärkt durch eine Heiratsverbindung mit den Gupta zur Zeit Chandraguptas II. (reg. 375 bis 413/5). Zwar konnten die Vakataka ihre Selbstständigkeit zurückerlangen, doch im ausgehenden 5. Jahrhundert kam ihre Herrschaft aus ungeklärten Gründen zum Erliegen. Auf sie folgten um die Mitte des 6. Jahrhunderts die Chalukya von Badami.
Im eigentlichen Kernland Andhra Pradeshs, den fruchtbaren Niederungen zwischen Godavari- und Krishnadelta, beerbten die Ikshvaku die Shatavahana. Obwohl sie dem hinduistischen Glauben anhingen, konnte sich der Buddhismus unter ihrem Schutz weiterhin frei entfalten. Das Ishvaku-Reich war kurzlebig und fiel schon um 300 an die Pallava, die sich bereits in der Spätzeit der Shatavahana im Süden Andhra Pradeshs festgesetzt hatten. Auch sie unterlagen Samudragupta und wurden vorübergehend zu dessen Untergebenen.
Das Reich der Pallava grenzte im Norden an Kalinga unter den Ganga, dessen Machtzentrum ab dem 6. Jahrhundert an der Andhra-Küste nördlich des Godavari lag, aber auch große Teile Orissas einschloss. Erst im 11. Jahrhundert verlegten die Ganga ihre Hauptstadt nach Orissa.

### Östliche Chalukya (7. bis 11. Jahrhundert)
Pulakeshin II. (reg. 609 bis 642), König des seit dem 6. Jahrhundert den nordwestlichen Dekkan beherrschenden Chalukya-Reiches, setzte der Herrschaft der Pallava in Andhra Pradesh – mit Ausnahme des Südens – ein Ende. Zum Vizekönig der eroberten Gebiete ernannte er 624 seinen Bruder Vishnuvardhana. Nach Pulakeshins Tod erlangte das Reich der östlichen Nebenlinie der Chalukya Selbstständigkeit. Hauptstadt wurde Vengi im Krishna-Godavari-Becken. Die westlichen Hochländer Andhra Pradeshs verblieben jedoch bei den Chalukya von Badami, die 757 von den Rashtrakuta besiegt wurden und 973 als Chalukya von Kalyani wieder an die Macht gelangen konnten.
In der ersten Hälfte des 8. Jahrhunderts durch innere Streitigkeiten und unfähige Herrscher geschwächt, sahen sich die östlichen Chalukya nach dem Sieg der Rashtrakuta über die Chalukya von Badami ständig deren Angriffen ausgesetzt, denen sie nur mit Mühe standhalten konnten. Erst Vijayaditya III. (reg. 848 bis 892) gelang ein Befreiungsschlag, indem er sich mit den Rashtrakuta verbündete, um nach dem Tod ihres Königs seine volle Unabhängigkeit wiederherzustellen. Vijayadityas Neffe und Nachfolger, Bhima (reg. 892 bis 921), vermochte erstmals einen militärischen Sieg über die Rashtrakuta zu erringen.
Nachdem der Erzfeind, die Rashtrakuta, im Jahre 973 von den westlichen Chalukya ausgelöscht worden war, schien sich die Lage des östlichen Chalukya-Reiches verbessert zu haben. Doch in den Chola, die schon gegen Ende des 9. Jahrhunderts die Pallava besiegt hatten, erwuchs ihm ein neuer Gegner. Rajaraja I. (reg. 985 bis 1014) etablierte das Chola-Reich als Großmacht im Gebiet des heutigen Tamil Nadu. Er setzte einen Marionettenherrscher als König des östlichen Chalukya-Reiches ein, das fortan nur noch den Status eines Vasallenstaates innehatte und bald darauf zum Zankapfel zwischen den aufstrebenden Chola und den Chalukya von Kalyani wurde. Letztere unterstützten immer wieder eigene Thronanwärter. 1070 wurde der Streit zu Gunsten der Chola entschieden: Ein Prinz der östlichen Chalukya bestieg als Kulottunga I. den Thron des Chola-Reiches. Als der Chalukya-König Vijayaditya VII. wenige Jahre darauf verstarb, fiel sein Reich an die Chola.
Obwohl die östlichen Chalukya kanaresischer Abstammung waren, förderten sie ab dem 9. Jahrhundert die einheimische Telugu-Sprache. Im 11. Jahrhundert ließ Rajaraja Narendra (reg. 1018 bis 1061) das Mahabharata von seinem Hofdichter ins Telugu übersetzen. Tempelbauten zeugen von der Förderung der hinduistischen Religion, während der Buddhismus unter den Chalukya seine Bedeutung einbüßte.

### Mittelalterliche Reiche (11. bis 14. Jahrhundert)
Unter Kulottunga I. (reg. 1070 bis 1120) zeichnete sich bereits der allmähliche Verfall des Chola-Reiches ab. Um 1118 fiel der Großteil Andhra Pradeshs, einschließlich Vengi, in die Hände der Chalukya von Kalyani. Zudem musste er die Machtausdehnung der Hoysala, Vasallen der Chalukya, auf dem südlichen Dekkan hinnehmen. Lediglich der Süden Andhra Pradeshs verblieb bis zum endgültigen Zusammenbruch des Reiches in der zweiten Hälfte des 13. Jahrhunderts bei den Chola.
Die Chalukya überließen die Verwaltung der östlichen Reichsteile lokalen Vasallen, darunter dem Kakatiya-Fürsten Prola II., der seinen ursprünglichen Machtbereich nahe Warangal in Telangana nach Süden ausdehnte und sich nach dem Tode Vikramadityas II. (reg. 1076 bis 1127) für unabhängig erklärte. Rudra (reg. 1158 bis 1195) verlegte die Hauptstadt nach Warangal und erweiterte das Reich bis zum Godavari, seine Nachfolger Mahadeva (reg. 1195 bis 1199) und Ganapati (reg. 1199 bis 1261) bis zur Küste. Unter Ganapati erreichte das Kakatiya-Reich seine größte Ausdehnung und umfasste die nördliche Hälfte Andhra Pradeshs.
1304 fielen erstmals Truppen des Sultans von Delhi von Norden her ein, wurden aber zurückgeschlagen. 1309/10 war die Armee des Sultans unter Führung von Malik Kafur erfolgreich. Der Kakatiya-König Prataparudra (reg. 1295 bis 1323) musste sich beugen, durfte aber gegen Tributzahlung weiter regieren. Nach dem Tod von Sultan Ala ud-Din Khalji (reg. 1296 bis 1316) verweigerte er jedoch den Tribut. 1323 kam das Ende der Kakatiya: Nach einer verlorenen Schlacht ergab sich ihr König dem Sultan und verstarb als Gefangener auf dem Weg nach Delhi. Die Herrschaft der Delhi-Sultane auf dem Dekkan währte indes nicht lange. Vasallen oder Statthalter spalteten sich ab, Hindureiche eroberten auf Kosten Delhis. 1347 sagte sich das Bahmani-Sultanat von der im fernen Norden liegenden Hauptstadt los.

### Bahmaniden und Vijayanagar (14. bis 16. Jahrhundert)
Während sich die Bahmaniden im nordwestlichen Dekkan und westlichen Telangana festsetzten, entstand in Karnataka nach dem Tod des letzten Hoysala-Königs (1346) das Hindu-Reich Vijayanagar, das alsbald auch die kleineren Reiche im Süden Andhra Pradeshs eroberte. Das 14. und 15. Jahrhundert war durch ständige Kriege zwischen den muslimischen Bahmaniden und den hinduistischen Reichen der Region, allen voran dem Erzfeind Vijayanagar, geprägt. 1425 unterwarfen die Bahmaniden Warangal und erweiterten ihr Reich bis zum Golf von Bengalen. Vijayanagar konnte sich zeitweise bis ans Mündungsdelta des Godavari erweitern. Für das Bahmani-Sultanat stellte jedoch nicht nur der südliche Nachbar eine ernstzunehmende Bedrohung dar. Auch die 1435 begründete Suryavamshi-Dynastie in Orissa machte ihnen zu schaffen. Innere Streitigkeiten im späten 15. Jahrhundert beschleunigten den Verfall des Bahmanidenreiches, das ab 1490 in fünf Einzelreiche zersplitterte.

### Sultanat von Golkonda und Herrschaft der Moguln (1512 bis 1724)

Ruinen von Golkonda, Hauptstadt des gleichnamigen Sultanats (1512–1687)

Für die Geschichte Andhra Pradeshs ist das östlichste und neben Bijapur mächtigste der fünf Dekkan-Sultanate, Golkonda, von Bedeutung. 1512 erklärte der Gouverneur dieses östlichen Landesteiles des Bahmanidenreiches, Quli Qutb Schah, seine Provinz für unabhängig und begründete damit die Qutb-Schahi-Dynastie. Wie die anderen Dekkan-Sultanate setzte auch Golkonda für sich allein den Kampf gegen Vijayanagar fort. Erst 1564 einigten sich vier der fünf Sultanate, darunter Golkonda, auf ein Bündnis gegen den gemeinsamen Feind, den sie ein Jahr darauf in der Schlacht von Talikota vernichtend schlugen. In der Folge konnte Golkonda sein Staatsgebiet etwa bis zum Penneru auf fast ganz Andhra Pradesh erweitern. Auch kulturell gelangte das Sultanat im späten 16. und frühen 17. Jahrhundert zur Blüte. In jener Zeit entstanden bedeutende Beiträge zur Urdu-Dichtung sowie zur muslimischen Baukunst. Viele ausländische, vor allem persische, Künstler und Berater kamen an den Hof der Sultane. Der Islam verbreitete sich in den Städten. Gleichwohl verhielten sich die herrschenden Muslime der überwiegend hinduistischen Bevölkerung gegenüber tolerant. 1590 wurde Hyderabad, später Mittelpunkt eines eigenen Reiches, gegründet.
Die Eroberung des nördlichen Nachbarsultanats Ahmadnagar durch das nordindische Mogulreich im Jahre 1633 leitete den Niedergang Golkondas ein, das nun erstmals der Bedrohung durch die nach dem Dekkan greifenden Moguln unmittelbar gegenüberstand. 1636 musste der Sultan in einem Vertrag die Herabsetzung zum Vasallen des mächtigen Gegners hinnehmen. 1685 begann Großmogul Aurangzeb (reg. 1658 bis 1707) einen Eroberungszug gegen die beiden letzten noch verbliebenen der ursprünglich fünf Dekkan-Sultanate, Bijapur und Golkonda. Bijapur fiel nach nur zweimonatiger Belagerung. Golkonda vermochte sich zwar länger zu halten, erlag aber 1687 ebenfalls der Armee Aurangzebs. Erstmals stand ganz Andhra Pradesh unter der Herrschaft eines einzigen muslimischen Reiches.
Die Moguln sollte das gleiche Schicksal ereilen wie über drei Jahrhunderte zuvor die Sultane von Delhi. Bald nach dem Tod des Eroberers des Dekkan, Großmogul Aurangzeb, überkamen angesichts schwacher, meist nur kurze Zeit regierender und überdies in ständige Fehden mit ihren Rivalen verwickelter Herrscher Zerfallserscheinungen das Riesenreich. 1724 nutzte der als Gouverneur eingesetzte mächtige Feldherr Nizam ul-Mulk die Schwäche des Mogulreiches, um sich in Hyderabad niederzulassen und unter dem Namen Asaf Jah I. eine neue Dynastie zu begründen.

### Hyderabad und britische Kolonialherrschaft (1724 bis 1948)

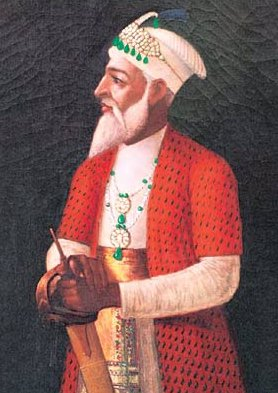
Asaf Jah I. (reg. 1724 bis 1748), Gründer und erster Nizam des Staates Hyderabad

Das Kernland des Reiches Hyderabad lag in Telangana im Nordosten Andhra Pradeshs. Hauptstadt war jedoch zunächst Aurangabad im heutigen Maharashtra und erst ab 1763 Hyderabad. Nach dem Tod des ersten Nizams (Herrschers) im Jahre 1748 geriet das Reich in die Auseinandersetzungen zwischen den sich im südlichen Indien untereinander und mit indischen Reichen um die Vormacht streitenden Briten und Franzosen, die jeweils einen Anwärter auf den Thron Hyderabads unterstützten. Nachdem beide Kandidaten kurz nacheinander in Kriegen gegen abtrünnige Nawabs (Provinzstatthalter) ums Leben gekommen waren, bestieg 1751 der von den Franzosen unterstützte Salabat Jang den Thron.
Die Wirren des 1756 ausgebrochenen und auch auf indischem Boden ausgefochtenen Siebenjährigen Krieges zwischen Franzosen und Briten nutzten letztere 1762 für einen Staatsstreich in Hyderabad. Im Gegenzug musste der neue Nizam Asaf Jah II. 1766 das gesamte Küstenland vom Krishnadelta bis zum Chilkasee im südlichen Orissa, bekannt als „Nördliche Sarkars“, an die britische Schutzmacht abtreten. Zugleich konnten die Marathen (Einnahme von Gooty 1776) sowie das Königreich Mysore unter den muslimischen Herrschern Hyder Ali (reg. 1761 bis 1782) und Tipu Sultan (reg. 1782 bis 1799) im Südwesten Andhra Pradeshs Gebietsgewinne zu Lasten Hyderabads verzeichnen, unterlagen aber letztendlich den Briten. An der Südküste herrschten die Nawabs von Arcot, die gegen Ende des 18. Jahrhunderts in immer größere Abhängigkeit von den Briten gerieten und deren Hoheitsgebiet 1801 Teil der Präsidentschaft Madras wurde. Ein Jahr später – im Todesjahr Asaf Jahs II. – beschränkte sich Hyderabad nur noch auf Telangana sowie einige angrenzende Gebiete in den heutigen Staaten Maharashtra und Karnataka. Die gesamte Andhra-Küste und alle Gebiete südlich des Krishna waren fest in Händen der Britischen Ostindien-Kompanie. Zudem war der Nachfolger des verstorbenen Nizams vertraglich an die Briten gebunden und musste die Anwesenheit britischer Truppen auf seinem Territorium dulden. Immerhin blieb Hyderabad als größter Fürstenstaat Indiens unter britischer Oberhoheit bis 1948 bestehen.
Die Gebiete unter unmittelbarer Verwaltung der Britischen Ostindien-Kompanie wurden nach dem vorwiegend auf Nordindien begrenzten Sepoy-Aufstand von 1857/58 auf die britische Krone übertragen. Die indische Unabhängigkeitsbewegung erfasste die britisch verwalteten Gebiet Andhra Pradeshs erst zu Beginn des 20. Jahrhunderts. Besonders Mahatma Gandhis Bewegung des zivilen Ungehorsams fand in den 1920er und 1930er Jahren viele Anhänger in Andhra Pradesh.

### Entwicklungen seit der indischen Unabhängigkeit 1947

Politische Gliederung Südindiens vor dem States Reorganisation Act von 1956

Südindien im Jahr 2009

Südindien nach der Teilung von Andhra Pradesh 2014 und der Bildung von Telangana aus den Gebieten, die ehemals zu Hyderabad gehörten

#### Eingliederung Hyderabads
Die Entlassung Britisch-Indiens in die Unabhängigkeit am 15. August 1947 verlief in Andhra Pradesh nicht ohne Zwischenfälle. Die Herrscher der unter britischer Oberhoheit stehenden Fürstenstaaten sollten sich entweder für den Beitritt zu Indien oder zu Pakistan entscheiden. Staaten mit muslimischer Bevölkerungsmehrheit wurde der Beitritt zu Pakistan nahegelegt, außerdem sollten geographische Gesichtspunkte in Betracht gezogen werden. Für Hyderabad, dessen Bevölkerung zum weitaus überwiegenden Teil dem Hinduismus anhing und das zudem vollständig von indischem Territorium umschlossen war, schien ein Beitritt als Gliedstaat zur Indischen Union folgerichtig. Dem muslimischen Herrscher schwebte jedoch angesichts der Größe seines Landes ein unabhängiger Staat vor. Es kam zu Demonstrationen und Aufständen der hinduistischen Bevölkerung. Nachdem die indische Regierung unter Jawaharlal Nehru vergeblich mit dem Nizam über einen Beitritt verhandelt hatte, besetzten zwischen dem 13. und 17. September 1948 indische Streitkräfte Hyderabad und bereiteten damit den Hoffnungen des Nizams ein Ende. Fortan bildete Hyderabad in den Grenzen des alten Fürstenstaates einen indischen Gliedstaat, ab 1950 einen Bundesstaat. Der Osten und Süden des heutigen Andhra Pradesh gehörte zum Staat Madras.
Gleichzeitig kam es in der Region Telangana ab 1946 zu einem von der Communist Party of India (CPI) geführten Bauernaufstand, in dessen Folge die Aufständischen zeitweilig weite Teile Telanganas kontrollierten und dort eine radikale Umverteilung des Bodens durchführten. Nach der Eingliederung Hyderabads in die Indische Union wurde der Aufstand von der Indischen Armee niedergeschlagen, die letzten Aufständischen kapitulierten 1951.

#### Herausbildung Andhra Pradeshs und weitere politische Entwicklung
Unmittelbar nach der Unabhängigkeit Indiens wurden im ganzen Land Forderungen nach einer Auflösung der sich an den Grenzen der alten Fürstentümer und britisch-indischen Provinzen orientierenden Staatsgebilde und deren Neuordnung nach sprachlichen Gesichtspunkten laut. Die telugusprachige Bevölkerung Hyderabads und Madras forderte einen eigenen Bundesstaat namens Andhra. Dieser sollte auch die Stadt Madras (heute Chennai) einschließen, die damals ein buntes Völkergemisch aus Andhras und Tamilen aufwies. Am 1. Oktober 1953 entstand aus den elf überwiegend telugusprachigen Distrikten von Madras der neue Staat Andhra als erster der sprachenbasierten Staaten Indiens – allerdings ohne die Stadt Madras, die beim gleichnamigen Staat (heute Tamil Nadu) verblieb. Hauptstadt wurde Kurnool.
In den telugusprachigen Teilen Hyderabads regte sich der Wunsch nach Zugehörigkeit zu Andhra. Dem kam die indische Regierung nach: Am 1. November 1956 wurde Andhra im Rahmen des sogenannten States Reorganisation Act mit neun Distrikten Hyderabads, die eine Telugu-Mehrheit aufwiesen, zu Andhra Pradesh mit der Hauptstadt Hyderabad vereinigt. Erster Chefminister wurde Neelam Sanjiva Reddy vom Indischen Nationalkongress, welcher bis 1983 ununterbrochen die Regierung des Staates stellte.
Ende der 1960er Jahre kam es in der Region um Srikakulam zu einem mehrere Jahre anhaltenden, von maoistischen Naxaliten inspirierten Bauernaufstand.
Ende der 1960er Jahre entstand in der Nordwestregion Telangana eine den Andhra-Einigungsbestrebungen des vorangegangenen Jahrzehnts gegenläufige regionale Bewegung, die angesichts der für sozialen Sprengstoff sorgenden Zuwanderung vieler Menschen aus den Küstendistrikten nach Hyderabad und andere Städte der Region einen eigenen Bundesstaat Telangana einforderte. Zwischen 1969 und 1971 prägte die Telangana-Bewegung die Politik Andhra Pradeshs, bis der damalige Chefminister Kasu Brahmananda Reddy zugunsten des aus Telangana stammenden P. V. Narasimha Rao zurücktrat. Als Gegenreaktion kam es 1972 zu Demonstrationen der Bewegung „Jai Andhra“ (hindi „Sieg Andhra“, in Anspielung auf den landesweit üblichen Ausruf „Jai Hind“). Sie richtete sich gegen die Benachteiligung von Bewohnern der Küstenregion bei der Vergabe von Beamtenstellen auf der Grundlage einer damals noch immer gültigen Regelung des Nizams von Hyderabad. Die Unruhen legten sich erst im Dezember 1973 nach der Ernennung eines neuen Chefministers, Jalagam Vengala Rao.
Häufige Regierungswechsel begünstigten in den 1980er Jahren den Aufstieg der Regionalpartei Telugu Desam Party, 1982 von dem beliebten früheren Filmschauspieler N. T. Rama Rao gegründet. Ihr gelang 1983 erstmals die Ablösung der Kongresspartei an der Regierungsspitze. Seitdem bestimmt sie, häufig im Wechsel mit dem Kongress, die politischen Geschicke Andhra Pradeshs. Nara Chandrababu Naidu regierte als Chefminister von 1994 bis 2004, länger als jeder seiner Amtsvorgänger. 2004 wurde er von der Kongresspartei unter dem amtierenden Chefminister Y. S. Rajasekhara Reddy abgelöst.

#### Naxalitische Rebellenbewegungen
Seit 1980 kämpfen erneut maoistische Rebellen, in Indien als Naxaliten bekannt, in den Gebieten der wirtschaftlich und sozial vernachlässigten Stämme im Nordwesten Andhra Pradeshs für die Errichtung eines kommunistischen Gemeinwesens. Ihre militärischen Aktionen richten sich vor allem gegen Sicherheitsorgane und politische Repräsentanten des Staates. In Zusammenstößen zwischen Naxaliten und der Polizei sind seitdem Hunderte Menschen ums Leben gekommen. Menschenrechtsverstöße haben auf beiden Seiten ein Besorgnis erregend hohes Maß angenommen. In den Jahren 1999 bis 2001 kam es zu den bislang heftigsten Auseinandersetzungen. Obwohl die Kampfhandlungen seitdem nachgelassen und mehrere Verhandlungsrunden über einen Waffenstillstand stattgefunden haben, kontrollieren naxalitische Gruppierungen noch immer ländliche Gegenden im Nordwesten des Staates.

#### Teilung von Andhra Pradesh 2014

Die drei Großlandschaften des historischen Andhra Pradesh:

Im Dezember 2009 kündigte die indische Zentralregierung an, dass die Region Telangana ein eigener Bundesstaat werden soll; die Bildung des neuen Bundesstaates Telangana wurde am 30. Juli 2013 beschlossene Sache; bis zur Gründung sollte es noch mindestens 122 Tage dauern. Zuvor mussten noch die indische Bundesregierung sowie das Parlament des Bundesstaates Andhra Pradesh zustimmen. Vorangegangen waren tagelange, teils gewaltsame Proteste und ein Hungerstreik des Führers der seit Jahren für die Abspaltung des Bundesstaates eintretenden Partei Telangana Rashtra Samithi (TRS), Chandrasekhara Rao.
Da Hyderabad, die ehemalige Hauptstadt des heutigen Andhra Pradesh, auf dem Gebiet des neuen Bundesstaates Telangana liegt, waren Unstimmigkeiten über die Zuordnung der Stadt zu erwarten. Hyderabad sollte den Plänen nach fünf Jahre lang Hauptstadt beider Bundesstaaten sein. Am 2. Juni 2014 wurde der neue Bundesstaat mit der Hauptstadt Hyderabad konstituiert. Die neue Hauptstadt Andhra Pradeshs ist nun Vijayawada.

## Politik

### Politisches System
Formales Oberhaupt des Bundesstaates ist der vom indischen Präsidenten ernannte Gouverneur (Governor). Die tatsächliche Regierungsgewalt liegt jedoch beim Chefminister (Chief Minister), der vom Parlament für eine Amtszeit gewählt wird. Er bestimmt die Zusammensetzung seines Kabinetts, das formal vom Gouverneur eingeführt wird. Das Parlament umfasst seit 2007 ein Unterhaus (Legislative Assembly) und ein Oberhaus (Legislative Council); von 1985 bis 2007 bestand es aus nur einer Kammer. Dem Unterhaus gehören 176 per Direktwahl vom Volk bestimmte Abgeordnete (vor der Abspaltung Telanganas im Jahr 2014: 294 Abgeordnete) sowie ein vom Gouverneur als Vertreter der anglo-indischen Gemeinschaft nominiertes Mitglied an. Einige Sitze sind für Angehörige benachteiligter Kasten (Scheduled Castes) sowie der Stammesbevölkerung (Scheduled Tribes) reserviert. Das Oberhaus hat 90 Mitglieder, von denen 31 von den Abgeordneten des Unterhauses, 31 von den Verwaltungsbehörden der Distrikte und 16 von Vertretern des Bildungswesens gewählt werden. Die restlichen 12 Abgeordneten werden vom Gouverneur ernannt.
Höchster Gerichtshof Andhra Pradeshs ist der High Court of Andhra Pradesh in Amaravati. Den Vorsitz führt der Chief Justice.

### Politische Parteien
Bis in die frühen 1980er Jahre wurde die Politik Andhra Pradeshs ausschließlich vom Indischen Nationalkongress (INC) bestimmt. Angesichts häufiger Umbildungen der Kongress-Regierungen und schwerer Bestechungs- und Veruntreuungsvorwürfe gegen die Partei gründete der frühere Filmschauspieler N. T. Rama Rao 1982 die Telugu Desam Party (TDP; „Partei für das Land der Telugu“) als politische Alternative zur Kongresspartei auf Bundesstaatenebene. Die TDP versteht sich als Interessenvertretung der gesamten telugusprachigen Bevölkerung Andhra Pradeshs. Ein Jahr später konnte sie die Wahlen für sich entscheiden. Seitdem wechselten Kongresspartei und TDP einander häufig an der Regierung ab. Nach dem Tod des Kongress-Politikers Y. S. Rajasekhara Reddy spaltete sich 2011 unter der Führung von dessen Sohn Y. S. Jaganmohan Reddy die YSR Congress Party (YSRCP) von der Kongresspartei ab. Die neue Partei konnte sich schnell als bedeutende politische Kraft auf Bundesstaatsebene etablieren. Die indienweit größte Partei, die hindu-nationalistische Bharatiya Janata Party (BJP, „Indische Volkspartei“), ist in Andhra Pradesh dagegen weitgehend bedeutungslos.
Im Mai 2014 wurde formell ein Parlament für Gesamt-Andhra Pradesh gewählt, das mit der Gründung Telanganas am 2. Juni 2014 in die Parlamente Andhra Pradeshs und Telanganas aufgeteilt wurde. Die TDP gewann 102 von 175 Wahlkreisen in Rest-Andhra-Pradesh und erhielt somit im Parlament des verbliebenen Bundesstaates die absolute Mehrheit. Zweitstärkste Kraft wurde mit 67 Abgeordneten die 2009 gegründete YSR Congress Party. Ebenfalls im Parlament vertreten sind die BJP mit vier Abgeordneten, die Kleinpartei Navodayam Party mit einem Abgeordneten und ein Unabhängiger. Die Kongresspartei erlitt dagegen infolge der von der Kongress-geführten Zentralregierung mitverantworteten Teilung Andhra Pradeshs eine katastrophale Wahlniederlage und verpasste gänzlich den Einzug ins Parlament. Als Ergebnis der Wahl wurde der TDP-Führer N. Chandrababu Naidu am 8. Juni 2014 als Chief Minister Andhra Pradeshs vereidigt. Er hatte das Amt bereits von 1995 bis 2004 bekleidet.
Bei der zeitgleich mit der Bundesstaatswahl stattfindenden gesamtindischen Parlamentswahl 2014 trat die TDP als Teil der National Democratic Alliance (NDA), eines von der landesweit siegreichen Bharatiya Janata Party (BJP) geführten Parteienbündnisses, an. Von den 25 Wahlkreisen in Rest-Andhra-Pradesh entschied die TDP 15 für sich, zwei weitere gewann ihr Bündnispartner, die BJP. Die restlichen acht Wahlkreise gingen an den YSR Congress.
Bei der folgenden gesamtindischen Wahl 2019 und der parallel dazu stattfindenden Wahl zur Legislativversammlung von Andhra Pradesh gewann die YSRCP auf breiter Linie. Sie erlangte 151 von 175 Wahlkreismandaten im Parlament des Bundesstaats und gewann 22 der 25 Lok Sabha-Wahlkreise von Andhra Pradesh. Am 30. Mai 2019 wurde Y. S. Jaganmohan Reddy als neuer Chief Minister von Andhra Pradesh vereidigt.
Bei der Wahl zum Bundesstaatsparlament am 13. Mai 2024 kehrten sich die Verhältnisse um. Die regierende YRCP wurde auf 11 Sitze reduziert (−140), die mit der BJP verbündete oppositionelle TDP gewann 135 (+112) und die ebenfalls mit der BJP verbündete Jana Sena Party (JSP) 21 (+20). Die BJP selbst gewann 8 Sitze. Anschließend wurde N. Chandrababu Naidu wieder Chief Minister.

## Verwaltungsgliederung

### Distrikte

#### Distrikte bis 2022
Verglichen zu anderen Bundesstaaten blieb die Distrikteinteilung Andhra Pradeshs lange Zeit relativ konstant. Der letzte vor der Teilung 2014 neu gebildete Distrikt war Vizianagaram im Jahr 1979. Nach der Abspaltung Telanganas 2014 führte das verkleinerte Andhra Pradesh zunächst die alte Distrikteinteilung in 13 Distrikte fort. Die folgende Tabelle zeigt die Einwohnerzahl und Bevölkerungsdichte nach der Volkszählung 2011. Im Jahr 2014 wurden die beiden Distrikte West Godavari und East Godavari durch eine Gebietsabtretung Telanganas am Unterlauf des Godavari vergrößert.

Distrikteinteilung 2014 (das Gebiet, das im Juli 2014 von Telangana an Andhra Pradesh abgegeben wurde, ist schraffiert)

| Distrikt                    | Verwaltungssitz | Fläche     | Einwohner (2011) | Bev.- dichte |
| --------------------------- | --------------- | ---------- | ---------------- | ------------ |
| Anantapur                   | Anantapur       | 19.130 km² | 4.081.148        | 213 Ew./km²  |
| Chittoor                    | Chittoor        | 15.152 km² | 4.174.064        | 275 Ew./km²  |
| East Godavari               | Kakinada        | 10.807 km² | 5.154.296        | 477 Ew./km²  |
| Guntur                      | Guntur          | 11.391 km² | 4.887.813        | 429 Ew./km²  |
| Krishna                     | Machilipatnam   | 8.727 km²  | 4.517.398        | 518 Ew./km²  |
| Kurnool                     | Kurnool         | 17.658 km² | 4.053.463        | 230 Ew./km²  |
| Prakasam                    | Ongole          | 17.626 km² | 3.397.448        | 193 Ew./km²  |
| Srikakulam                  | Srikakulam      | 5.837 km²  | 2.703.114        | 463 Ew./km²  |
| Sri Potti Sriramulu Nellore | Nellore         | 13.076 km² | 2.963.557        | 227 Ew./km²  |
| Visakhapatnam               | Visakhapatnam   | 11.161 km² | 4.290.589        | 384 Ew./km²  |
| Vizianagaram                | Vizianagaram    | 6.539 km²  | 2.344.474        | 359 Ew./km²  |
| West Godavari               | Eluru           | 7.742 km²  | 3.936.966        | 509 Ew./km²  |
| YSR                         | Kadapa          | 15.359 km² | 2.882.469        | 188 Ew./km²  |

#### Distrikte seit 2022
Im Wahlkampf vor der Parlamentswahl in Andhra Pradesh 2019 hatte Chief Minister Y. S. Jaganmohan Reddy für den Fall seiner Wiederwahl eine Neueinteilung der Distrikte angekündigt. Nach gewonnener Wahl setzte seine Regierung das Wahlversprechen um. Im Januar 2022 veröffentlichte die Regierung einen Entwurf einer Distriktneugliederung und forderte die Bevölkerung zu Vorschlägen und Meinungsäußerungen dazu auf. Insgesamt gingen etwa 16.600 Eingaben ein, die gesichtet wurden. Ein Ziel der Distriktneugliederung war es, die Distriktgrenzen an die Grenzen der 25 Lok-Sabha-Wahlkreise von Andhra Pradesh anzupassen. Zusätzlich wurde noch ein 26. Distrikt aus den von Stammesvölkern (Adivasi) besiedelten Gebieten von East Godavari und Visakhapatnam geschaffen. Ein weiteres Ziel war es, eine bürgernähere Verwaltung durch verkleinerte Verwaltungseinheiten zu schaffen. Die Distriktneugliederung trat am 4. April 2022 in Kraft. Durch die Reform verdoppelte sich die Zahl der Distrikte von bislang 13 auf 26.
Derzeit (Stand 2023) sind relativ wenige zuverlässige Daten zu den Distrikten verfügbar, weil die Distriktneueinteilung nach der letzten Volkszählung 2011 erfolgte (d. h. 2011 galten noch die alten Verwaltungsgrenzen).

Distrikteinteilung seit 2022

| Distrikt                     | Verwaltungssitz    |
| ---------------------------- | ------------------ |
| Alluri Sitharama Raju        | Paderu             |
| Anakapalli                   | Anakapalli         |
| Anantapur                    | Anantapur          |
| Annamayya                    | Rayachoti          |
| Bapatla                      | Bapatla            |
| Chittoor                     | Chittoor           |
| Dr. B. R. Ambedkar Konaseema | Amalapuram         |
| East Godavari                | Rajahmahendravaram |
| Eluru                        | Eluru              |
| Guntur                       | Guntur             |
| Kakinada                     | Kakinada           |
| Krishna                      | Machilipatnam      |
| Kurnool                      | Kurnool            |
| Nandyal                      | Nandyal            |
| NTR                          | Vijayawada         |
| Palnadu                      | Narasaraopet       |
| Parvathipuram Manyam         | Parvathipuram      |
| Prakasam                     | Ongole             |
| Srikakulam                   | Srikakulam         |
| Sri Potti Sriramulu Nellore  | Nellore            |
| Sri Sathya Sai               | Puttaparthi        |
| Tirupati                     | Tirupati           |
| Visakhapatnam                | Visakhapatnam      |
| Vizianagaram                 | Vizianagaram       |
| West Godavari                | Bhimavaram         |
| YSR                          | Kadapa             |

### Kommunale Selbstverwaltung
In Andhra Pradesh gab es im Jahr 2015 16 Municipal Corporations:
- Anantapur
- Chittoor
- Eluru
- Guntur
- Kadapa
- Kakinada
- Kurnool
- Machilipatnam
- Nellore
- Ongole
- Rajamahendravaram
- Srikakulam
- Tirupati
- Vijayawada
- Visakhapatnam
- Vizianagaram

Daneben gibt es zahlreiche Municipalities.

## Wirtschaft
Andhra Pradesh war 2019/20 mit einem Bruttoinlandsprodukt von 8 700 Milliarden Rupien (umgerechnet 106 Milliarden US-Dollar) die neuntgrößte Volkswirtschaft der damals 28 Bundesstaaten Indiens. Das Bruttoinlandsprodukt pro Kopf war mit 1.898 Dollar leicht niedriger als der indische Durchschnitt von 2.047 US-Dollar.
Noch immer ist Andhra Pradesh in hohem Maße von der Landwirtschaft abhängig. Wichtigster Wachstumsmotor ist der Dienstleistungsbereich in den großen Ballungsräumen. Die Hauptstadt Hyderabad gilt als Hochtechnologiestandort.
Mit einem Wert von 0,683 erreicht Andhra Pradesh 2015 den 20. Platz unter den 29 Bundesstaaten Indiens im Index der menschlichen Entwicklung.

### Landwirtschaft

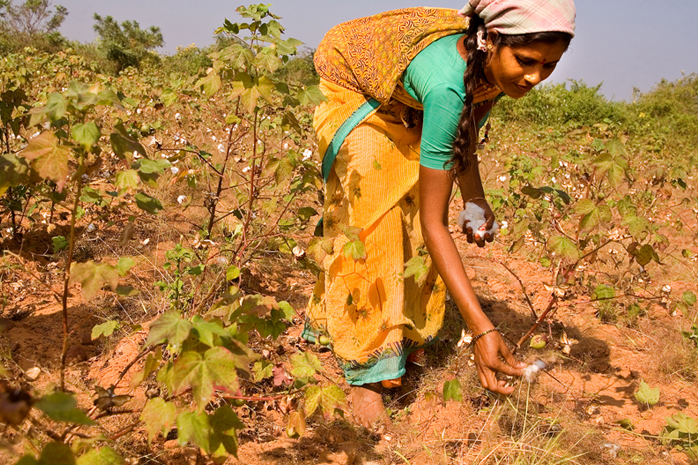
Baumwollpflückerin in Andhra Pradesh

Noch immer ist die wenig einträgliche Landwirtschaft, die 35,2 % (2019/19) des Bruttoinlandsproduktes ausmacht, die Haupteinkommensquelle von 62 %  der Bevölkerung. Fast die Hälfte der Fläche Andhra Pradeshs wird landwirtschaftlich genutzt. Der Anbau von Reis, der mit Abstand wichtigsten Ackerpflanze, überwiegt in den fruchtbaren Tälern von Godavari und Krishna sowie in der gesamten Küstenregion alle anderen Anbauprodukte bei Weitem, ist jedoch mit Ausnahme des trockenen Südwestens auch im restlichen Andhra Pradesh verbreitet. Unter den Hirsesorten dominiert auf dem Dekkan Sorghum (Jowar), während die niederschlagsreichen Berge des Nordostens eines der Hauptanbaugebiete der Fingerhirse (Ragi) in Indien darstellen. Weitere wichtige Nahrungsmittelpflanzen sind Hülsenfrüchte, Mais sowie Ölsaaten wie Erdnüsse im Binnenland und Kokosnüsse an der Küste. Unter den kommerziellen Anbauprodukten sind Baumwolle (in der Ebene zwischen Krishna und Penneru), Zuckerrohr und Tabak (jeweils im küstennahen Tiefland) von Bedeutung. Andhra Pradesh ist neben Gujarat der größte Tabakproduzent Indiens.
Da nur rund 40 % der Nutzfläche unter Bewässerung steht, hängt die landwirtschaftliche Produktion in hohem Maße von den Witterungsbedingungen in der Monsunregenzeit ab. Andhra Pradesh ist daher anfällig für Dürren – betroffen sind besonders die Rayalasima-Region im Südwesten und das südliche Telangana. In guten Erntejahren erzeugt der Staat große Überschüsse an Reis.
Andhra Pradesh hat als einer der ersten Bundesstaaten Indiens seine Landwirtschaft liberalisiert. Als wichtigste Maßnahmen wurden Subventionen und günstige staatliche Darlehen abgeschafft oder gekürzt, viele staatliche Hilfsorganisationen (beispielsweise zur Verteilung von Saatgut an arme Kleinbauern) privatisiert oder aufgelöst sowie Binnen- und Außenhandelsbeschränkungen für Agrarerzeugnisse aufgehoben. Ziel ist es, die landwirtschaftliche Produktion auf den Weltmarkt auszurichten. Dies erfordert hohe Investitionen in Hochertragssaatgut, Agrochemikalien und Landmaschinen, um die internationale Wettbewerbsfähigkeit zu erhöhen. Kleinbauern, welche die überwältigende Mehrheit der Landwirte stellen, sind dazu ohne staatliche Hilfen nicht imstande und geraten dementsprechend verstärkt in die Abhängigkeit privater Kreditgeber. Jährlich sehen Hunderte kleiner Landwirte den Selbstmord als einzigen Ausweg aus der Schuldenfalle.
Bis 2024 [veraltet] will Andhra Pradesh komplett auf eine ökologische Landwirtschaft umsteigen.

### Bergbau und Bodenschätze
Andhra Pradesh gehört zu den rohstoffreichsten Bundesstaaten Indiens. Am unteren und mittleren Lauf des Godavari (Distrikte Khammam, Warangal, Karimnagar und Adilabad) wird Steinkohle gefördert. Im Distrikt Kadapa gibt es große Vorkommen an Asbest und Baryt. In den Deltas von Krishna und Godavari sowie den angrenzenden Küstengewässern lagern größere Mengen an Erdgas, in geringerem Umfang auch Erdöl. Die bisher unbedeutende Erdgasgewinnung soll weiter ausgebaut werden. Weiterhin werden Eisenerz, Mangan, Kalkstein, Granit und Glimmer, in geringem Umfang auch Quarz, Kupfer, Blei und Zink gefördert. Obwohl Andhra Pradesh über die zweitgrößten Bauxitvorkommen Indiens verfügt, sind die Lagerstätten dieses wichtigen Aluminiumerzes bisher kaum erschlossen. Bis in die Mitte des 18. Jahrhunderts war das Gebiet des heutigen Andhra Pradesh auch einer der wichtigsten Fundorte für Diamanten in Indien. Mittlerweile sind die Vorkommen jedoch weitestgehend erschöpft.

### Industrie

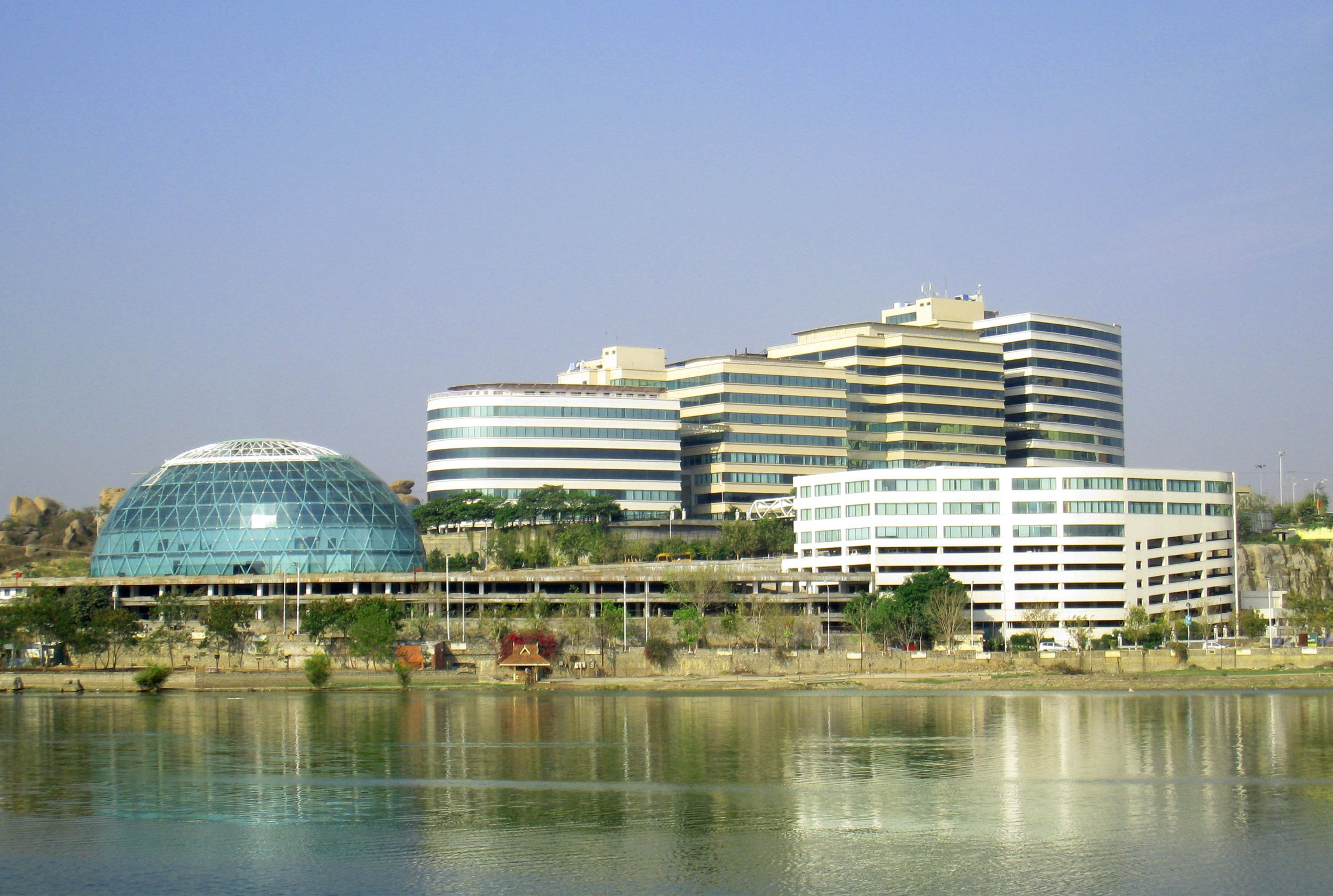
Das IT-Zentrum HITEC City in Hyderabad

Mit einem Anteil von 22,8 % am Bruttoinlandsprodukt (2018/19; einschließlich Bergbau) ist die Industrie Andhra Pradeshs etwas schwächer entwickelt als im gesamtindischen Durchschnitt. Die wichtigsten Industriezweige sind traditionell die Nahrungsmittel-, Getränke-, metallverarbeitende, Textil-, Zement-, Leder- und Maschinenindustrie. Wachstumsbereiche sind die pharmazeutische, chemische und Softwareindustrie. Letztere hat sich besonders in der Hauptstadt Hyderabad, dem wichtigsten Industriestandort Andhra Pradeshs, angesiedelt, wie auch die als Zukunftsbranche geltende Biotechnologie. Weitere wichtige Industriezentren sind Visakhapatnam (Ölraffinerie, Stahl, Metallverarbeitung, chemische Industrie, Schiffbau) an der Nordküste und die großen Städte in den Deltas von Krishna und Godavari, insbesondere Vijayawada. Dagegen sind die gesamte südliche Hälfte des Staates sowie das Telangana-Hochland mit Ausnahme des Großraums Hyderabad nur gering industrialisiert.

### Infrastruktur

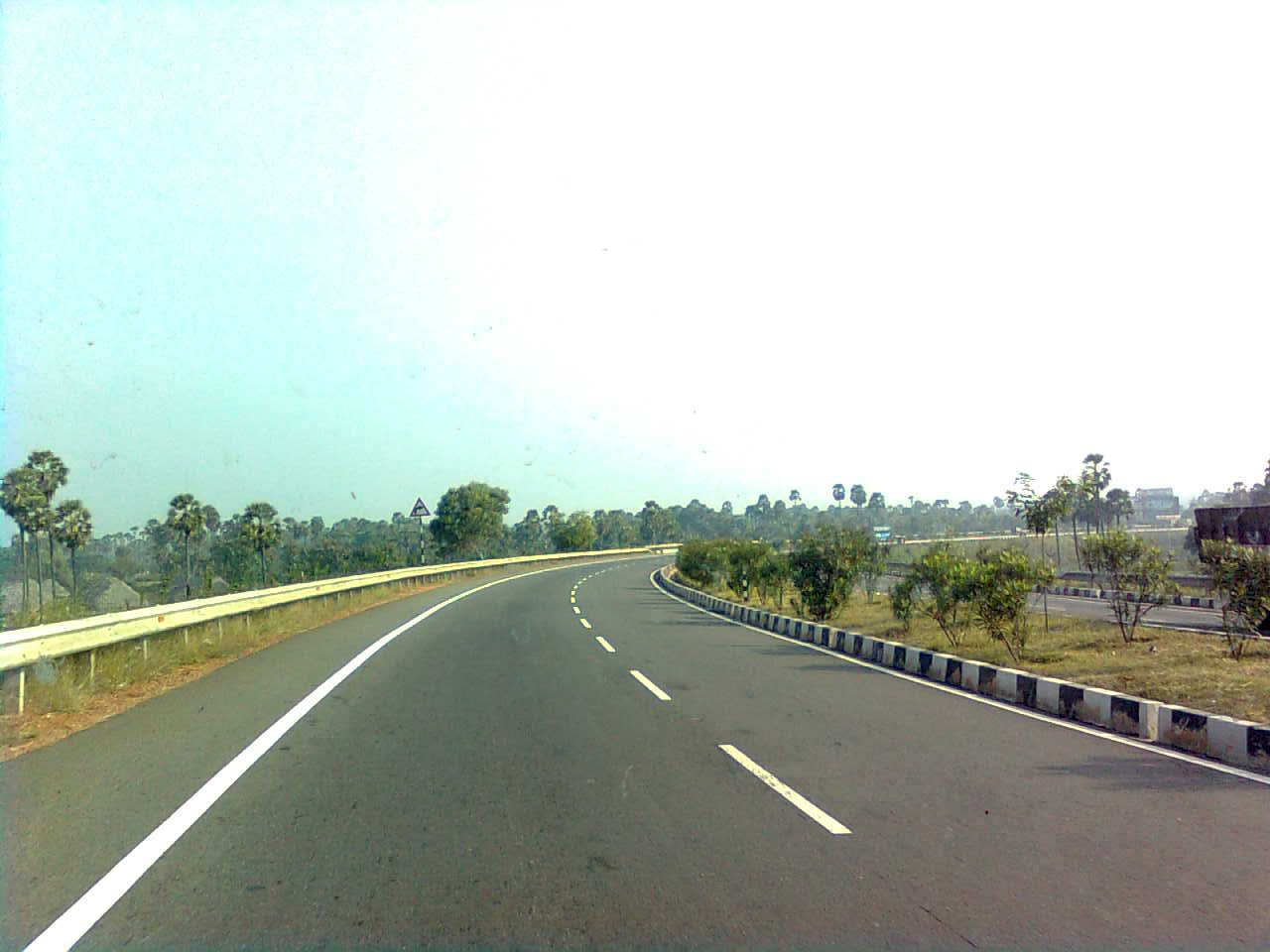
Der National Highway 5 bei Madhurawada

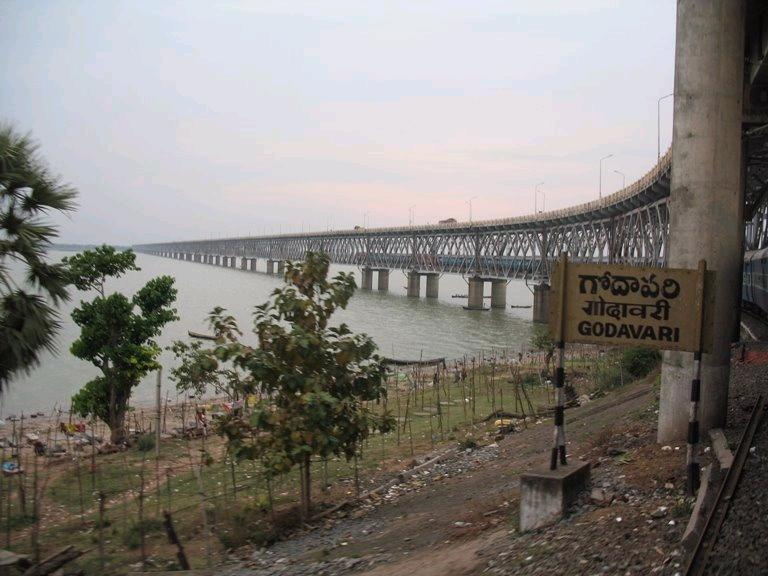
Die Godavari-Eisenbahnbrücke zwischen Rajamahendravaram und Kovvur

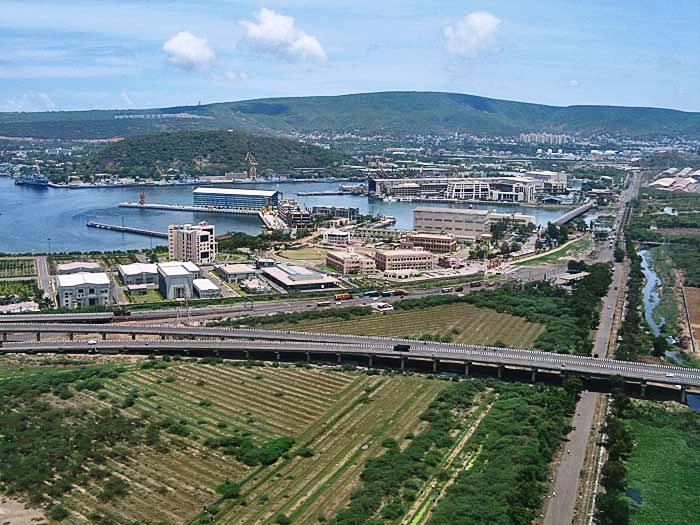
Der Hafen von Visakhapatnam

Die Straße ist der mit Abstand wichtigste Verkehrsweg in Andhra Pradesh. Im Jahr 2000 wurden 82 % der Personen- sowie 73 % der Güterbeförderung über die Straße abgewickelt. Das Straßennetz ist mit einer Gesamtlänge von etwa 195.000 Kilometern (Stand: 2001) selbst im Vergleich zu anderen indischen Bundesstaaten grobmaschig. Rund 4.100 Kilometer entfallen auf die zwölf meist zweispurigen National Highways. Lediglich der über 1.000 Kilometer lange Anteil Andhra Pradeshs am National Highway 5 zwischen Kolkata und Chennai wurde im Rahmen des großangelegten nationalen Infrastrukturprogramms „Golden Quadrilateral“ („Goldenes Viereck“) zu einer vierspurigen Autobahn ausgebaut. Insgesamt kann der Straßenneu- und -ausbau jedoch trotz stetig steigender öffentlicher Investitionen in diesem Bereich nicht mit dem schnellen Wachstum des Verkehrsaufkommens Schritt halten. 2001 waren in Andhra Pradesh knapp 3,6 Millionen Kraftfahrzeuge registriert.
Das über 5.000 Kilometer lange Eisenbahnnetz verbindet alle wichtigen Städte miteinander. Es untersteht größtenteils der Regionalgesellschaft South Central Railway der indischen Staatsbahn. Die Strecken nördlich von Visakhapatnam werden von der East Coast Railway bedient, die Linien Gudur–Chennai, Renigunta–Chennai sowie deren Nebenlinien von der Southern Railway. Elektrifiziert sind nur die Hauptstrecken. Einige Nebenstrecken verfügen noch über Meterspurweite, der weitaus größere Teil des Schienennetzes ist jedoch in Breitspur ausgelegt.
Hyderabad verfügt als einzige Stadt Andhra Pradeshs über einen internationalen Flughafen, den Rajiv Gandhi International Airport. Der Flughafen wurde 2008 in Betrieb genommen und kann bis zu 12 Millionen Fluggäste im Jahr abfertigen. Regionalflugplätze bestehen außerdem in Donakonda (70 Kilometer nordwestlich von Ongole), Kadapa, Kakinada, Nadirgul (bei Hyderabad), Puttaparthi (60 Kilometer südlich von Anantapur), Rajamandri, Sikandarabad, Tirupati, Vijayawada, Visakhapatnam und Warangal.
Andhra Pradeshs zweitgrößte Stadt Visakhapatnam verfügt über den bedeutendsten Überseehafen Indiens. Im Geschäftsjahr 2004/05 wurden hier über 50 Millionen Tonnen Waren umgeschlagen, vor allem Massengüter wie Eisenerz, Mineralöle, Kohle und Düngemittel. In Kakinada und Machilipatnam befinden sich mittlere Häfen, die für den Außenhandel jedoch von untergeordneter Bedeutung sind.
Andhra Pradesh ist der drittgrößte Stromerzeuger Indiens. Mehr als die Hälfte des Energiebedarfs wird durch fossile Brennstoffe gedeckt, etwa 40 % durch Wasserkraft.